# Huta (okręg Bihor)
Huta – wieś w Rumunii, w okręgu Bihor, w gminie Boianu Mare. W 2011 roku liczyła 5
mieszkańców.